# Маріана Еспосіто
Маріа́на «Лалі» Еспо́сіто (ісп. Mariana «Lali» Espósito; нар. 10 жовтня 1991, Буенос-Айрес, Аргентина) — аргентинська акторка, і співачка, що прославилася завдяки головній ролі в серіалі «Майже ангели».

## Життєпис
Лалі Еспосіто народилася в сім'ї футбольного тренера Карлоса Еспосіто і продавчині ліків Марії Хосе Р'єра. Має старшу сестру Ану Лауру і старшого брата Патрісіо.
Маріана дебютувала у віці 6 років, 1998 року, в дитячій програмі «Кармеліто і ти» (ісп. Caramelito y vos). Потім відбувся її перший кінодебют у дитячому телесеріалі «Світлий куточок» (ісп. Rincón de luz) від продюсера Кріса Морени, в якому Лалі зіграла одну з головних персонажів — Малену «Коко» Кабреру. Через рік, з'явилася в ролі Роберти в серіалі «Флорісьєнта», ще одній успішній роботі Кріса. 2006 року Лалі виконала роль Августини Росс у серіалі «Дівчата назавжди» (ісп. Chiquititas sin fin).
2007 року Еспосіто отримала свою першу значущу роль на телебаченні Аргентини, зігравши Маріанеллу «Мар» Тенеріко Рінальді в серіалі «Майже Ангели» (ісп. Casi ángeles) виробництва Cris Morena Group. Незабаром, серіал став найпопулярнішим серед підлітків в Аргентині, Латинській Америці та Ізраїлі. Серіал, що тривав від 2007 до 2010 року і включав 4 сезони, очолив усі рейтинги і здобув безліч нагород. Також, Лалі, разом із іншими акторами серіалу «Майже Ангели», стала учасницею гурту «Teen Angels» (Лалі Еспосіто, Пітер Лансані, Ніколас Р'єра, Гастон Дальмау, Еухенія Суарес (пізніше — Росіо Ігарсабаль), створеного під час знімання серіалу, який існував від 2007 до 2012 року. Гурт мав успіх в Аргентині, Ізраїлі, Чилі, Перу, Іспанії та Уругваї.
2011 року Маріана знялася в новому серіалі Томаса Янкелевича «Коли ти мені посміхаєшся» (ісп. Cuando me sonreís) з Факундо Араною, Хульєтою Діас і Бенхаміном Рохасом у головних ролях. Наступного року, Маріана знялася у фільмі «Головний бій мого життя», з Маріано Мартінесом і Федеріко Амадором у головних ролях. Також вона мала роль другого плану в телесеріалі «Солодка любов».
Також Лалі зіграла роль Даніели Кусто в серіалі «Тільки ти», разом з Адріаном Суаром, Наталією Орейро і Марією Еухенією Суарес. Трансляцію серіалу розпочато в січні 2013 року на каналі «El Trece». Незабаром серіал став одним з найрейтинговіших проєктів на телеекранах Аргентини.
У червні 2013 року Лалі заявила, що хоче почати сольну кар'єру. У серпні цього ж року Лалі випустила свій перший сольний сингл «A Bailar» («Танцювати»). У вересні 2013 року відбулося перше шоу Лалі, на якому вона виконала перші пісні свого сольного альбому «A Bailar», «Asesina» («Вбивця»), «Del Otro lado» («Я з іншого боку») і також представила шанувальникам свій перший кліп на пісню «A Bailar». 21 березня 2014 співачка випустила перший сольний диск під назвою «A Bailar» і разом з ним 2 кліпи на пісні з цього альбому. Альбом вийшов на перше місце в Аргентині і країнах Латинської Америки. 19 квітня розпочався сольний тур Лалі «A Bailar Tour 2014» на підтримку сольного альбому.
2013 року випущено парфуми під назвою «Лалі».
У липні 2013 року в щорічній премії «Kids Choice Awards Argentina» Лалі номінували в 3 особистих номінаціях (найкраща телеакторка, найкраща співачка, найкращий твіттер) і в 1 разом із гуртом «Teen Angels» за фільм «Teen Angels: el adiós 3D» (2012), приурочений до розпаду гурту. 18 жовтня цього ж року стало відомо, що Лалі виграла у всіх 3-х особистих номінаціях і 1 спільно з гуртом, останню нагороду Лалі отримала разом із Пітером Лансані, колишнім коханим і колегою, з яким вони зберігають дружні стосунки донині. 25 лютого Лалі перемогла в категорії «Найкращий латиноамериканський артист» у щорічній премії Kids Choice Awards USA.
У травні 2014 року вийшов фільм за участю Лалі «A los 40» (виробництво Перу). Це стало першим міжнародним проєктом в її акторській кар'єрі.
Від 2015 до 2016 року грала головну роль у серіалі «Надія моя», що виходив на каналі El Trece. 2018 року Лалі зіграла головну роль у фільмі «Обвинувачена (фільм, 2018)», прем'єра якого відбулася на 75-му Венеціанському кінофестивалі.
Від 2006 до 2010 року Еспосіто зустрічалася з актором і колегою за серіалами «Дівчатка назавжди» і «Майже ангели» — Хуаном Педро «Пітером» Лансані. Від 2011 року і до середини липня 2015 року перебувала у стосунках із Бенхаміном Амадео, також актором.

## Особисте життя
У 2022 році визнала свою бісексуальність.